# 145e division de fusiliers (1re formation)
Pour les articles homonymes, voir 145e division.
La 145e division de fusiliers (russe : 145-я стрелковая дивизия) est une unité militaire de l'Armée rouge au début de la Grande Guerre patriotique.

## Historique
La division est formée en septembre 1939 au sein du district militaire spécial biélorusse dans la ville de Roslavl, dans l'oblast de Smolensk, sur la base du 191e régiment de fusiliers de la 64e division de fusiliers[réf. souhaitée].
Elle participe à la campagne de Pologne.
À l'été 1940, elle a été transférée au district militaire d'Orel dans la ville de Belgorod[réf. souhaitée] et fait partie du 33e corps de fusiliers de la 28e armée.
Au début de l'été 1941, elle était dans des camps d'été. À partir du 1er juin, dans le cadre des « grands camps d'entraînement », elle reçoit 6 000 recrues[réf. souhaitée].
Au déclenchement de l'invasion allemande, elle se mobilise. Début juillet 1941, la division rejoint en train dans la région de Briansk depuis Orel.
Le 7 octobre 1941, elle arrive dans la région de Joukovka (à 50 km au nord-ouest de Briansk) et commence à créer une ligne de défense de 40 kilomètres. Le 22 juillet, la division est placée sur la rivière Desna devant Roslavl et le général Volkhine, commandant la division, est également nommé chef de la garnison de Roslavl.
La division fait partie du groupe de frappe constitué par le général Katchalov. Dans le cadre de la bataille de Smolensk, le groupe Katchalov, constitué autour de la 145e et de la 149e division de fusiliers et la 104e division de chars, doit participer à la prise à revers du groupe d'armées du Centre allemand. L'attaque est prévue le 22 juillet 1941, puis reportée au lendemain. Ce jour-là, la division part de Stodolitche (ru) vers Vaskovo (ru) mais l'attaque frontale en masse des 599e et 799e régiment de fusiliers est stoppée derrière la rivière entre les deux localités par les défenses du 1er bataillon du régiment d'infanterie Großdeutschland. Une prise de flanc par le 403e régiment échoue face aux réserves allemandes. Toute la journée du 23, la division ne parvient à progresser et une nouvelle attaque à l'aube du 24 est repoussée avec l'aide des Stukas. La 599e régiment mène à 9 h une tentative d'attaque par l'est, sanglante et vaine malgré un succès temporaire. La division reçoit l'ordre au soir de combler ses pertes avec les unités de seconde ligne, en concentrant tout l'armement disponible dans les unités de première ligne. Le 25 à midi, grâce à un débordement par l'ouest du 403e régiment, les assauts frontaux des 599e et 799e régiments forcent les Allemands au repli et le 403e régiment atteint Dmitrievka (ru)  le 26 juillet au matin. Le 28 juillet, la division a perdu 2 141 hommes tandis que les Allemands n'ont reculé que de 5 km alors que l'objectif soviétique était d'atteindre la fontaine rivière Khmara (ru) dès le 23.
Le 1er août 1941, Guderian lance une contre-offensive pour réduire la 28e armée de Katchalov. Après avoir tenté en vain de défendre le flanc gauche et Roslavl, la division est encerclée le 3 août 1941,. Après avoir tenté sans succès de percer à Starinka le 4,, la division presque détruite essaie par une autre route à travers la rivière Oster près de l'autoroute Moscou - Varsovie. Les restes de la division, passée sous le commandement théorique de la 43e armée, fusionnent dans la 149e division de fusiliers. Les éléments isolés parviennent à rejoindre les lignes soviétiques tandis que la division est officiellement dissoute.

## Commandants
- 19 août 1939 - 28 août 1941 : Alexandre Alexeïevitch Volkhine[16]